# Bandera cristiana

Bandera cristiana en una casa de Oklahoma (Estados Unidos).

La bandera cristiana es utilizada para representar a todas las denominaciones cristianas protestantes, aunque la intención de su autor fue la de su adopción de manera ecuménica. Surgió en Estados Unidos en 1897, siendo adoptada en 1942 por el Consejo Federal de Iglesias y no está restringida por ninguna nación.

## Historia
Fue concebida el domingo 26 de septiembre de 1897 en la capilla Brighton, Coney Island, Nueva York, y fue presentada en su forma presente la siguiente Escuela Dominical por su originador, Charles C. Overton.[cita requerida]

## Descripción
La Bandera Cristiana fue concebida por primera vez el 26 de septiembre de 1897 en la Capilla Brighton de Coney Island en Brooklyn, Nueva York, en los Estados Unidos. El superintendente de una escuela dominical, Charles C. Overton, ofreció una charla improvisada a los estudiantes reunidos porque el orador programado no había llegado al evento. Dio un discurso en el que les preguntó a los estudiantes cómo sería una bandera que representara al cristianismo. Overton reflexionó sobre su discurso improvisado durante muchos años después.
En 1903, Fanny Crosby escribió la canción "¡La Bandera Cristiana! ¡Mírala!" sobre el simbolismo de la bandera.
En 1907, él y Ralph Diffendorfer, secretario del Movimiento Misionero de Jóvenes de la Metodista, diseñaron y comenzaron a promover la bandera. En cuanto al simbolismo cristiano de la Bandera Cristiana:

El fondo es blanco, que representa la pureza. En la esquina superior hay un cuadro azul, el color de las aguas del bautismo, emblemático del cielo, el hogar del cristiano; también es un símbolo de fe y confianza. En el centro del azul está la cruz, el emblema y símbolo elegido del cristianismo: la cruz es roja, típica de la sangre de Cristo.

La organización ecuménica, el Consejo Federal de Iglesias (ahora sucedido por el Consejo Nacional de Iglesias y Iglesias Cristianas Juntas), adoptó la bandera el 23 de enero de 1942, 45 años después de su uso no oficial desde 1897; El Consejo Federal de Iglesias representaba a las tradiciones bautista, hermanos, ortodoxa oriental, episcopal, metodista, morava, luterana, ortodoxa oriental, católica nacional polaca, presbiteriana, cuáquera y reformada, entre otras. La Bandera Cristiana ha sido intencionalmente sin derechos de copyright o marca registrada, ya que el diseñador la dedicó libremente a todo el Cristianismo. Fanny Crosby escribió las letras de un himno llamado "La Bandera Cristiana" con música de R. Huntington Woodman. Al igual que la bandera, el himno es de uso libre. El domingo más cercano al 26 de septiembre de 1997, la Bandera Cristiana celebró su centenario.

## Uso

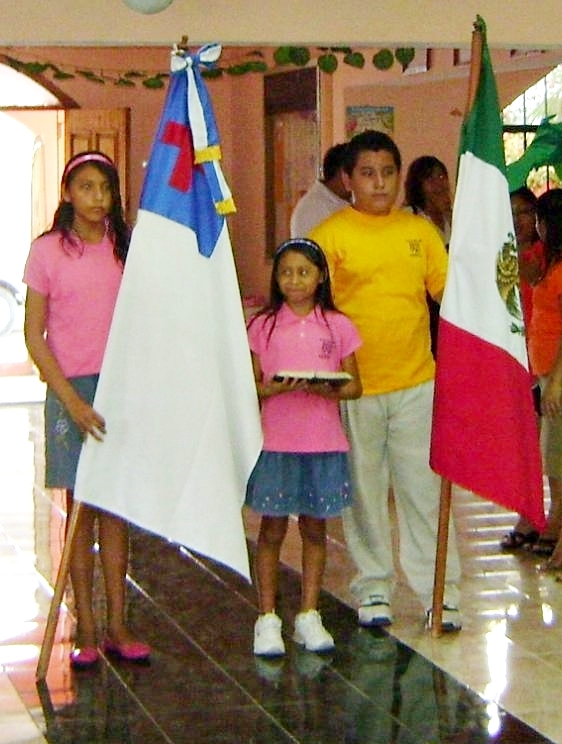
Niños mexicanos mostrando la Bandera Cristiana junto a la bandera mexicana.

Las denominaciones protestantes principales en Estados Unidos fueron las primeras en aceptar la bandera, y en la década de 1980 muchas instituciones habían establecido políticas para mostrarla dentro de las iglesias. El Consejo Federal de Iglesias recomendó que si se utiliza la Bandera Cristiana junto a una bandera nacional, la Bandera Cristiana debe recibir el lugar de honor. Durante la Segunda Guerra Mundial, la bandera se izó junto con la bandera de EE. UU. en muchas iglesias luteranas, muchas de ellas con antecedentes alemanes, que querían mostrar su solidaridad con Estados Unidos durante la guerra contra Nazi Alemania.
La Bandera Cristiana se extendió fuera de América del Norte con misioneros cristianos. Hoy en día se puede ver dentro o fuera de muchas iglesias cristianas en todo el mundo, especialmente en América Latina y en África. Para la década de 1930, la bandera había sido adoptada por algunas iglesias protestantes en Europa, Asia y África también.
La Bandera Cristiana no está patentada y, por lo tanto, "Cualquiera puede fabricarla y puede usarse en todas las ocasiones apropiadas".
En las escuelas evangélicas cristianas de Estados Unidos, es costumbre que la Bandera Cristiana se muestre frente a la bandera estadounidense.
En Canadá y Estados Unidos, los acomodacionistas y los separacionistas han participado en un debate apasionado sobre la legalidad de izar la Bandera Cristiana en lo alto de edificios gubernamentales.

## Juramento
Un juramento a esta bandera es el siguiente:[cita requerida]

«Juro lealtad a la bandera Cristiana, y al Salvador que su reino ha puesto, un Salvador, crucificado, resucitado y que viene otra vez, con vida y libertad para todo aquel que en el cree, no se pierda, mas tenga vida eterna.»

En las Asambleas de Dios varía de la siguiente manera:

«Prometo lealtad a la bandera cristiana y al Salvador, cuyo reino representa; una hermandad, que une a todos los verdaderos creyentes en el servicio y en amor.»